# تمحور عرقي أمريكي

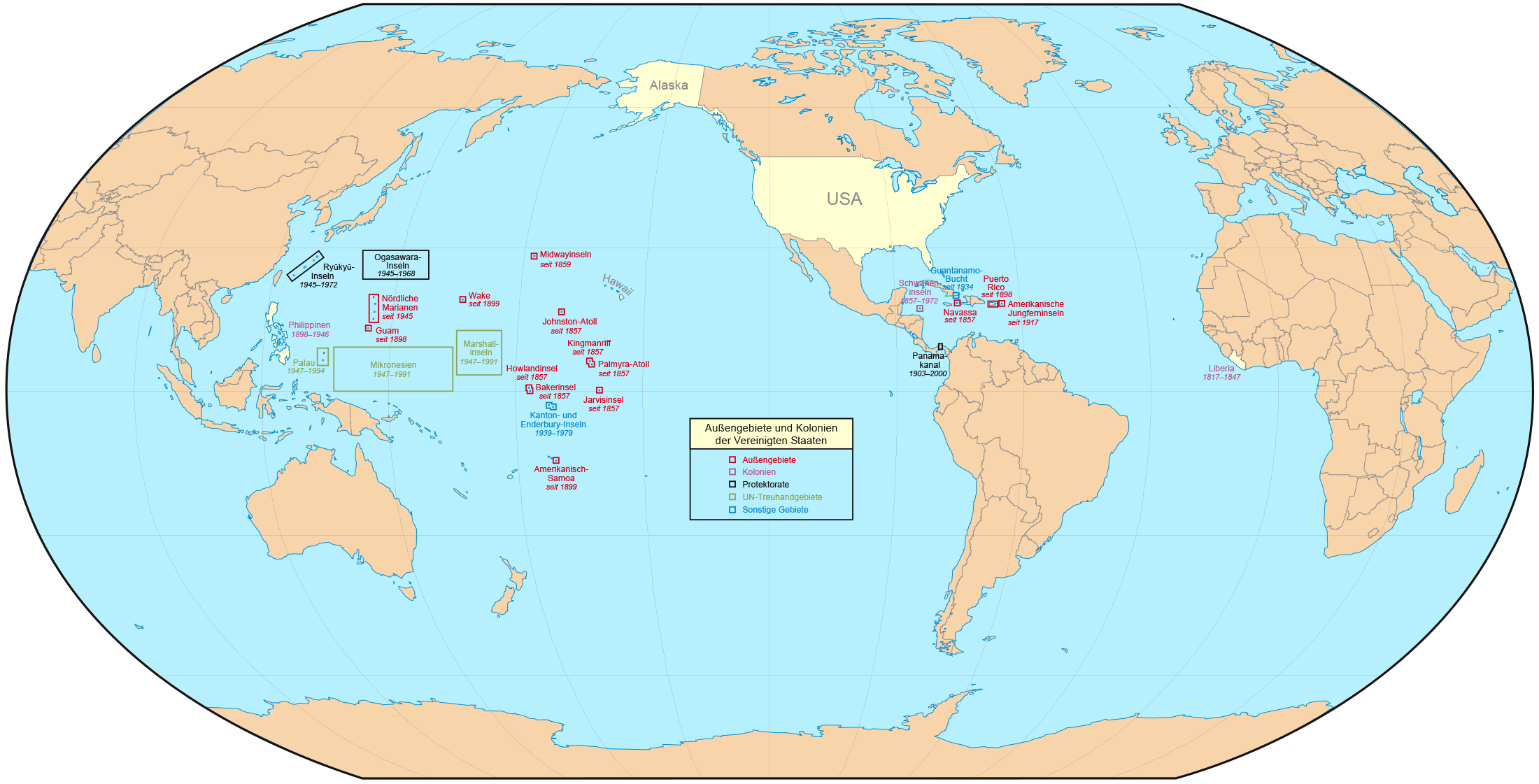

التعصب العرقي الأمريكي أو التمحور العرقي الأمريكي هو الميل لدى بعض الأمريكيين إلى افتراض أن ثقافة الولايات المتحدة هي أكثر أهمية من تلك الموجودة في بلدان أخرى أو إلى رؤية الثقافات الأجنبية على أساس المعايير الخاصة بهم. يشير المصطلح إلى رؤية العالم من منظور أمريكي فقط، مع اعتقاد ضمني -سواء بوعي أو بدون- بتفوق الثقافة الأمريكية.
ينبغي عدم الخلط بين التمحور العرقي الأمريكي والخصوصية الأميركية التي تعبر عن التأكيد على أن الولايات المتحدة هي مختلفة نوعيا عن غيرها من الأمم وغالبا ما تكون مصحوبة بفكرة أن الولايات المتحدة تتفوق على أي أمة أخرى.

## في وسائل الإعلام
اعتبر البعض أن شبكات التلفزيون الأميركية تحتوي على تحيز إثني أمريكي في اختيار المحتوى. بعض الشخصيات الأمريكية[من؟] قد اتُهِمَت بامتلاكها وجهات نظر استعراقية أمريكية.[بحاجة لمصدر]
انتُقِدَت ويكيبيديا لوجود تحيز مؤسسي مزعوم فيما يتعلق بتفضيل الإنجليزية الأمريكية من حيث المصادر، اللغة والإملاء.